# Rites of Spring (album)
Rites of Spring è l'album di debutto dell'omonimo gruppo musicale statunitense. È considerato uno dei primi dischi emo della storia. Il lavoro è stato prodotto da Ian McKaye dei Fugazi (precedentemente dei Minor Threat) e pubblicato dapprima in vinile e successivamente in cassetta.
Da questo album e dall'EP All Through a Life è stata ricavata nel 1991 la raccolta End on End.

## Tracce
Tutti brani sono stati scritti dai Rites of Spring.
1. Spring - 2:32
2. Deeper than Inside - 2:16
3. For Want Of - 2:58
4. Hain's Point - 1:53
5. All There Is - 2:00
6. Drink Deep - 2:23
7. Theme (If I Started Crying) - 2:11
8. By Design - 2:11
9. Remainder - 2:31
10. Persistent Vision - 2:37
11. Nudes - 2:32
12. End on End - 2:36

## Formazione
- Guy Picciotto - voce, chitarra
- Eddie Janney - chitarra
- Mike Fellows - basso
- Brendan Canty - batteria